# Palacio de El Deán
El Palacio de El Deán es una mansión de estilo barroca en las afueras de la ciudad de Quito D.M. – Ecuador, que originalmente fue la casa principal de una hacienda. Se ubica en la zona rural del Distrito Metropolitano, en la parroquia de Conocoto, ubicada al oriente de la urbe.

## Historia
Los terrenos donde hoy se encuentra el Palacio de El Deán corresponden a los mismos que la familia Carcelén adquirió en aquellos tiempos a mediados del siglo XVIII para convertirlos en una vasta hacienda ganadera para diversificar sus negocios, pero poco a poco fue convirtiéndose en un lugar de recreo para los Marqueses de Solanda, sobre todo por su relativa cercanía con el centro de los límites de la ciudad colonial de aquella época.
Conocida inicialmente como Hacienda Conocoto, empezó a ser llamada de El Deán cuando perteneció a Félix Sánchez de Orellana, tercer marqués de Solanda, que en 1753 abandonó la vida pública para abrazar la religiosa, llegando a convertirse en deán de la Catedral de Quito. La propiedad era parte del mayorazgo de la familia, y en él había sido inscrita con un valor de 17 550 pesos.

### Primera construcción

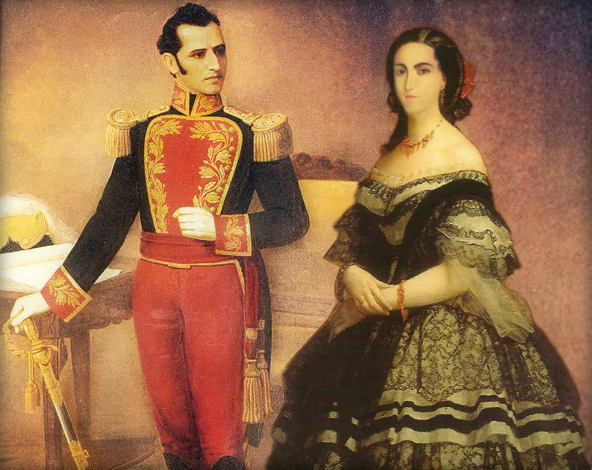
La Marquesa de Solanda y su esposo, el Mariscal de Ayacucho, propietarios del palacio desde 1825.

Fue en el año 1800 cuando en la vasta y hermosa Hacienda de El Deán se comienza a levantar una solariega edificación con el propósito de dar un sitio de solaz y retiro a sus propietarios: Don Felipe Enrique Carcelén y Sánchez de Orellana y Doña Teresa Larrea y Jijón, Marqueses de Solanda y Villarrocha.
De las cuatro hijas de este matrimonio, destacaría a través del tiempo la figura de Doña Mariana Carcelén su primogénita, quien en el año 1825 contrae matrimonio con el héroe independentista latinoamericano Antonio José de Sucre y Alcalá, mariscal y vencedor de batallas tales como Tarqui y Ayacucho.
La celebración de tal enlace, el de mayor importancia tanto social como político en aquella época, se realiza en El Deán, y con el pasar de los años este sitio único recibió a la pareja, y luego a su pequeña niña Teresita de Sucre y Carcelén, para brindarles descanso durante largas temporadas convirtiéndose en un sitio de predilección para el Mariscal y la Marquesa.

### Ampliación y remodelación
Durante varios años la marquesa Mariana se dedicó a refaccionar y ampliar la casa de hacienda original hasta convertirla en una edificación de carácter palaciego. Aumentó más de cinco salones, doce habitaciones, una biblioteca y una capilla privada; incorporó un sistema especial para los baños similar al de su mansión en el Centro Histórico de Quito, refaccionó las cocheras, las cocinas, la casa de empleados y readecuó totalmente los jardines hasta darles un estilo menos rústico y más urbano.
Pronto el Palacio de El Deán se convirtió en un hervidero de cultura, sobre todo porque la Marquesa era considerada una mecenas del arte y financió muchas obras de importantes artistas de la época. La Marquesa y el Mariscal eran considerados casi como la familia real de la ciudad, representaban la unión entre la grandeza de un pasado nobiliario y la promesa de un futuro soberano; y eso se veía reflejado no solo en su imponente palacio, sino en sus salones, donde se celebrarían las más exclusiva fiestas de aquel entonces, asistidas por el clero y la alta sociedad quiteña.

## La primera tumba de Sucre

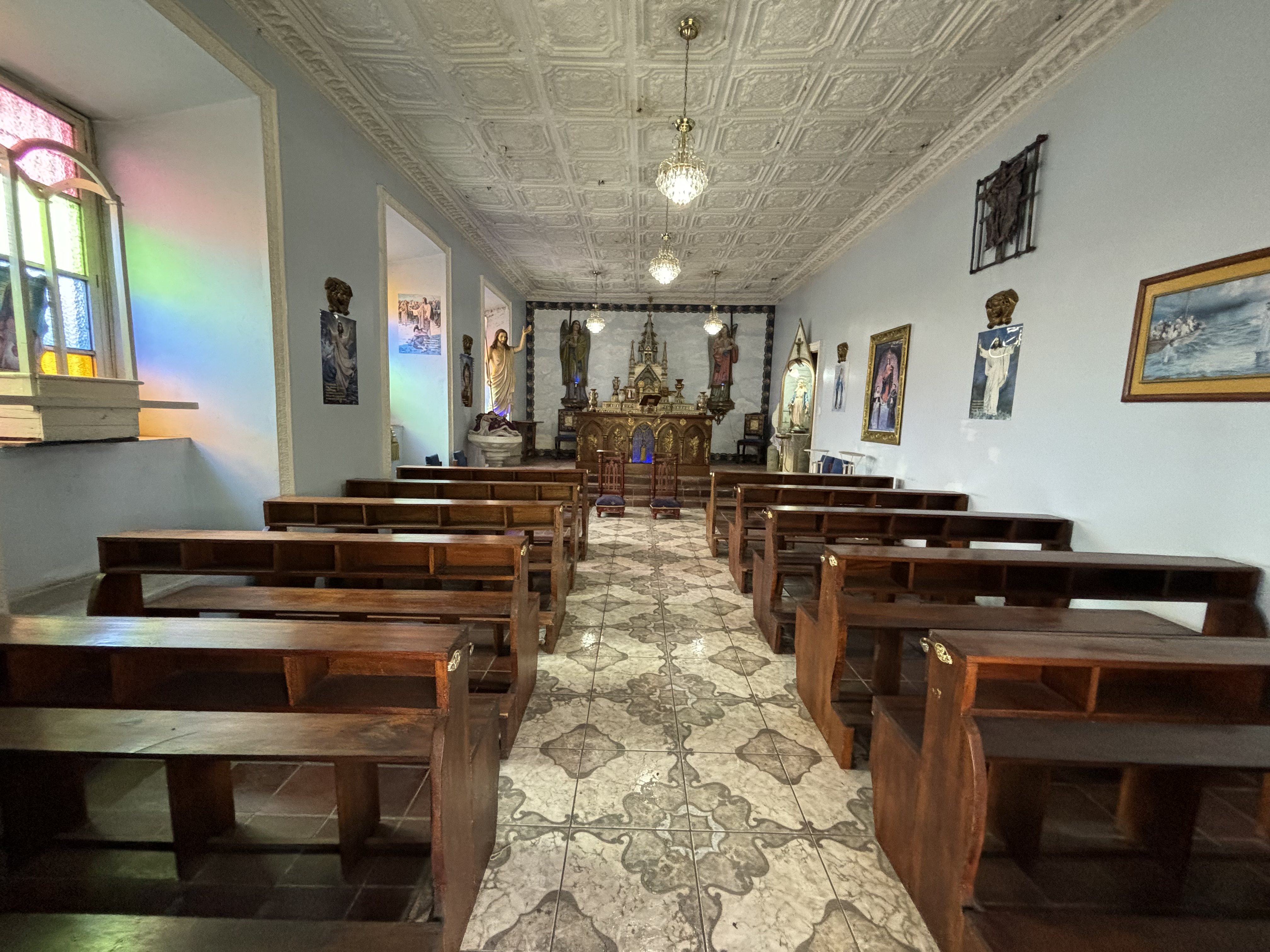
Oratorio del palacio, donde estuvo enterrado el mariscal Antonio José de Sucre antes de se movido en secreto al Monasterio de El Carmen Bajo en Quito.

La importancia histórica del Palacio de El Deán no solo radica en que fue el lugar favorito de uno de los mayores héroes independentistas de Latinoamérica y su esposa, sino que además albergó durante mucho tiempo sus restos.
Dos años después del infame asesinato de Antonio José de Sucre, acontecido en el año de 1830 en la selva colombiana de Berruecos, su viuda Mariana recupera los restos de su esposo y con ayuda de su mayordomo los entierra para procurar su respetuoso descanso en la base del altar de la capilla de este sitio que le fue tan querido al héroe de la independencia. Aquí reposaron los restos hasta cuando fueron trasladados al Monasterio de El Carmen Bajo en el centro de la ciudad y luego a la Catedral de Quito donde son honrados en la actualidad.
Luego del fallecimiento de la Marquesa en 1863 la propiedad pasa a pertenecer a varias familias notables. Actualmente, y tras una refacción integral llevada a cabo entre 1999 y 2006, el palacio fue convertido en un elegante centro de recepciones y convenciones.